# Hartjesdag

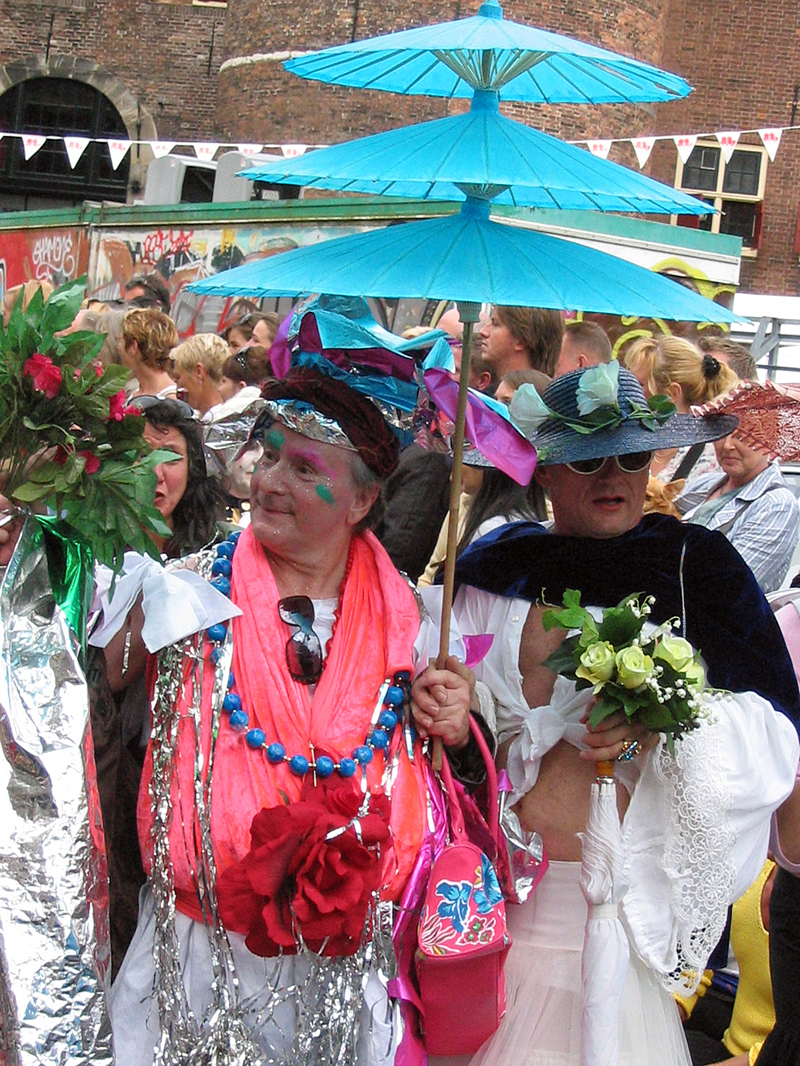
Het "levend kunstwerk" Fabiola (links) tijdens de optocht van de Hartjesdagen in augustus 2007.

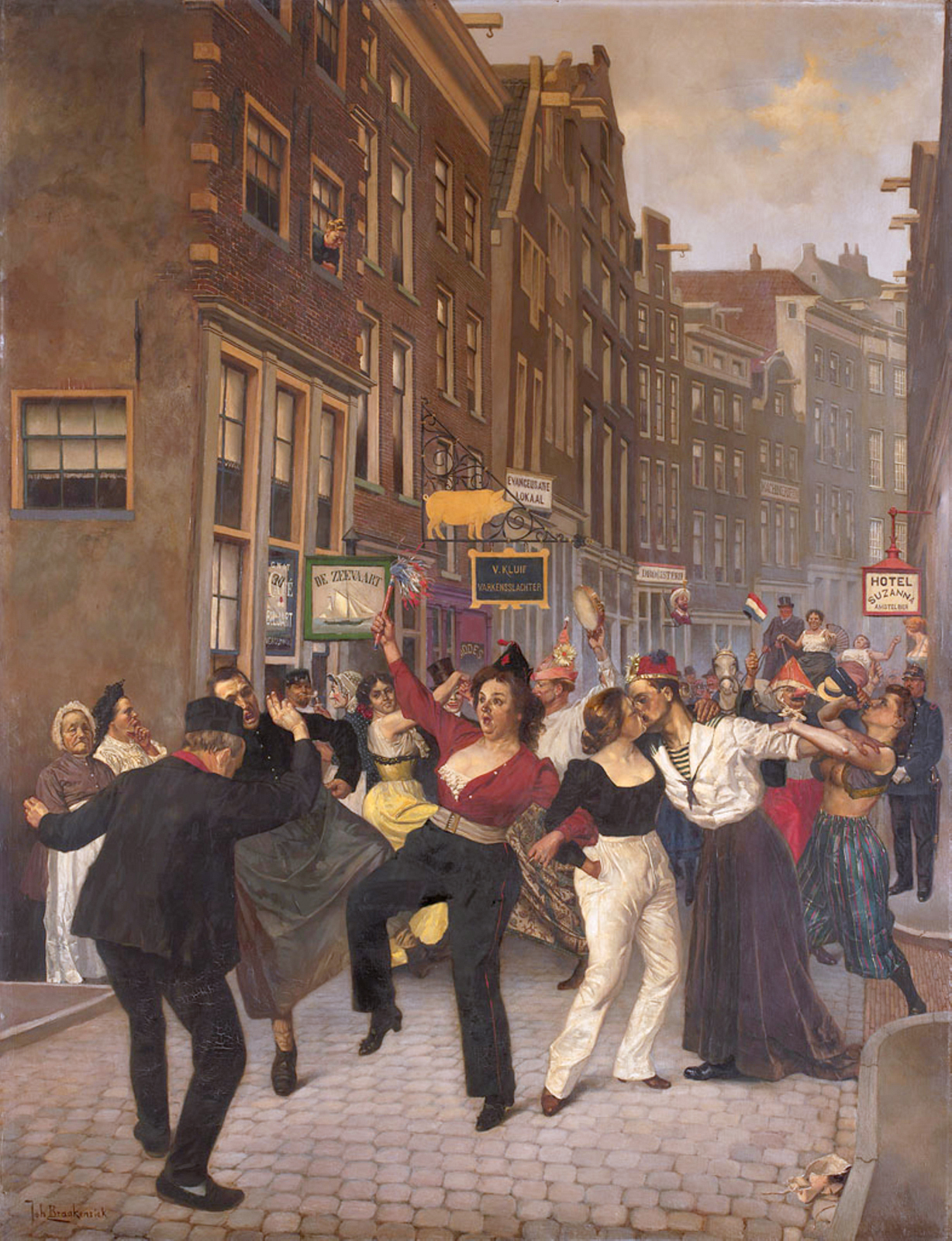
Schilderij (1926) van Johan Braakensiek (1858-1940) van Hartjesdag op de Amsterdamse Zeedijk, uit de collectie van het Amsterdam Museum.

Hartjesdag is een feestdag die op de derde maandag in augustus in Haarlem en omstreken, in de voormalige gemeente Sloten en in Amsterdam met name rond het Haarlemmerplein, in de Jordaan en in de Dapperbuurt werd gehouden.
Vanaf 1997 waren de Hartjesdagen een driedaags evenement op de Amsterdamse Zeedijk, dat in 2017 werd teruggebracht tot alleen de derde maandag in augustus. Sinds 2012 zijn er in oktober ook Hartjesdagen in Bloemendaal.

## Oorsprong
Waar Hartjesdag vandaan komt is niet duidelijk. Waarschijnlijk is het in de middeleeuwen ontstaan. Vermoed wordt dat de naam een verbastering is van 'hertjesdag'. Het zou een feestdag zijn geweest waarop in de bossen rond Haarlem door het gewone volk op herten mocht worden gejaagd, wat normaal gesproken aan de adel was voorbehouden. Het wild werd vervolgens op straat gebraden en opgegeten.

Historicus Jan ter Gouw meende in 1871 echter dat Hartjesdag oorspronkelijk gewijd was aan de Germaanse godin van de aarde, Hertha (of Nerthus). Herthadag werd verbasterd tot Hertjes- en later Hartjesdag. Aan het eind van de oogsttijd, werd Hertha, de godin van de aarde, verheerlijkt met vreugdevuren.
Al bij de Romeinse historicus Tacitus zijn beschrijvingen te vinden hoe het feest van Hertha gevierd werd. Een oud-Germaans heiligdom, een houten tempel, zou aan haar gewijd zijn aan de oever van het Spaarne op de plaats van het huidige Haarlem. Behalve Hartjesdag zouden dan ook de plaatsnamen Haarlem en Aerdenhout met Hertha te maken hebben.

## Karakter

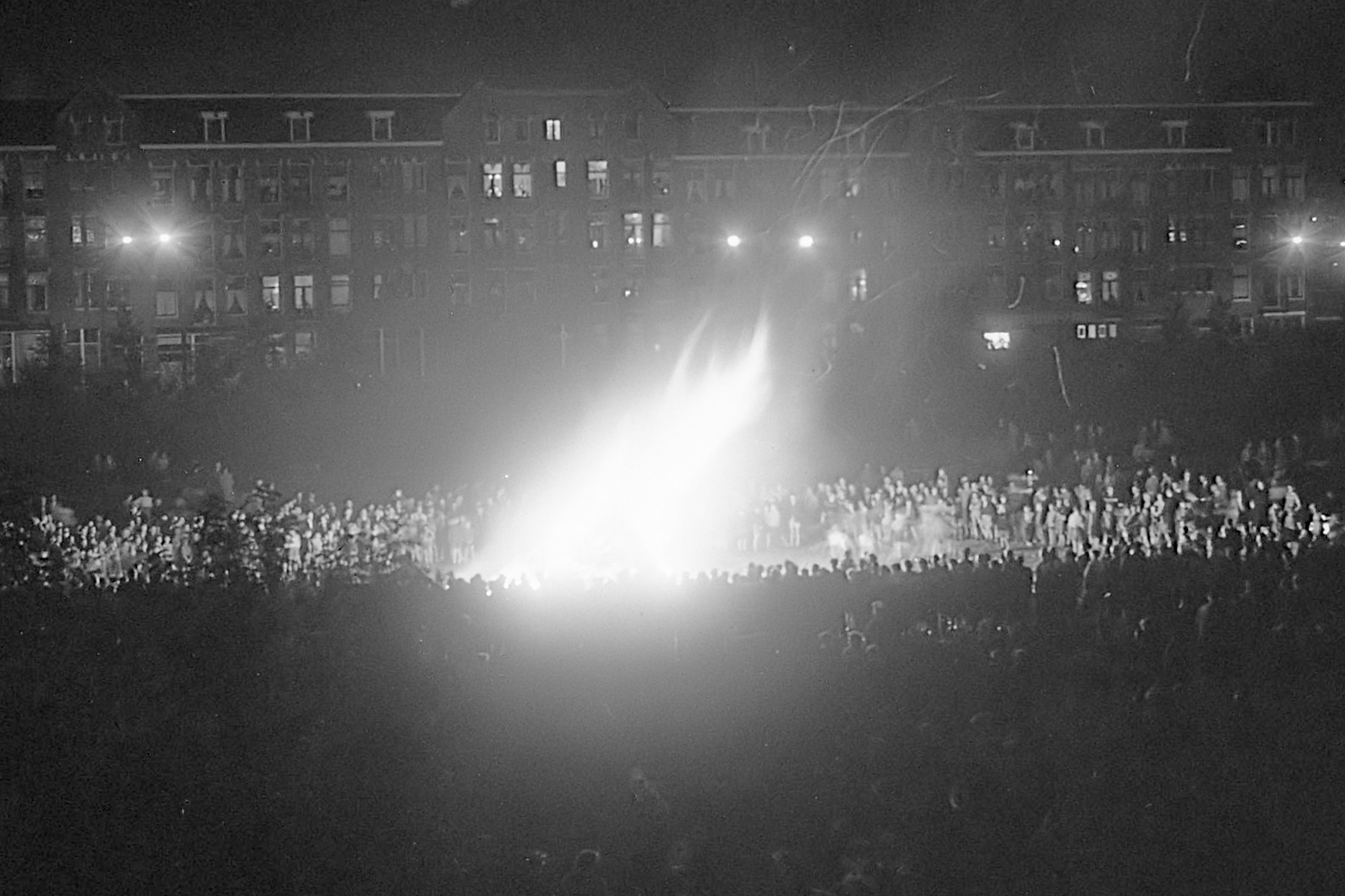
Buurtvuur tijdens Hartjesdag (1955)

Op Hartjesdag werden vuurtjes gestookt en kinderen zamelden geld in voor vuurwerk dat 's avonds werd afgestoken. Later ontwikkelde het zich tot een soort carnaval, waarbij veel werd gedronken, en mannen zich verkleedden als vrouwen, en vrouwen zich verkleedden als mannen. Het werd toen ook rond de Zeedijk gevierd. Johan Braakensiek maakte in 1926 een olieverfschilderij getiteld Hartjesdag, dat het feest tot onderwerp had. Door de Duitse bezetter werd Hartjesdag in 1943 verboden. Na 1945 verwerd het feest tot vuurtjes stoken in de Dapperbuurt, en ten slotte raakte het in onbruik.

## Herleving

### Amsterdam
In 1997 besloot Buurtvereniging Zeedijk het feest nieuw leven in te blazen. Sindsdien worden elk jaar de Hartjes van de Zeedijk gekozen: de meest origineel verklede man en de meest origineel verklede vrouw. In de loop der jaren werd het evenement steeds omvangrijker en uitgebreid naar meerdere dagen, waardoor het bekend kwam te staan als de Hartjesdagen. Met name de optocht van travestieten en andere verklede mannen en vrouwen trok ieder jaar tienduizenden belangstellenden.
Op de smalle Zeedijk werd dit soms te druk en te onveilig, zodat organisator NV Zeedijk besloot om het feest met ingang van 2008 kleinschaliger te maken. In 2013 en 2014 konden de Hartjesdagen om financiële, resp. organisatorische redenen niet doorgaan. In 2015 vond het evenement wel weer plaats en duurde toen drie dagen, met op maandag 17 augustus de optocht van als vrouw verklede mannen en als man verklede vrouwen.
Vanwege organisatorische beperkingen en om overlast voor omwonenden te voorkomen, is Hartjesdag sinds 2017 beperkt tot een optocht met voorafgaande buurtbrunch op de derde maandag van augustus, met op de voorafgaande zondagavond nog een reeks van kleinschalige romantische optredens in de lokale horeca.

### Bloemendaal
In Bloemendaal heeft de winkeliersvereniging in 2012 opnieuw Hartjesdagen ofwel Hertjesdagen ingevoerd. Ze vinden jaarlijks half oktober plaats ter gelegenheid van de opening van het jacht- en winterseizoen.